# 艾倫·貝克爾
艾倫·貝克爾（英語：Alan Becker，1989年5月18日—）是一位美國籍動畫師、YouTuber和藝術家，以創作《桌面大戰》系列及其短片（火柴人與動畫師短篇）及其衍生產品、《火柴人與Minecraft》（以及其他衍生短片）、《火柴人與YouTube》、《火柴人與英雄聯盟》、《火柴人與寶可夢》和《火柴人與超級瑪利歐兄弟》等動畫聞名，並將其上傳至Newgrounds和YouTube等平台播出。

## 生平
艾倫於1989年5月18日出生於都柏林。從小就是動畫的狂熱粉絲。他最喜歡的兩部動畫短片是1953年的樂一通短片瘋狂鴨和1959年改編的哈羅德和紫色蠟筆，這兩部影片都包含動畫角色利用周圍的環境來繪製事物，這將成為他後來作品的主要靈感來源。艾倫在一個經濟困難的家庭中長大，他和他的兄弟姐妹只擁有一台電腦。正是通過這台電腦，他從2001年開始嘗試像素畫。最終在2005年在家自學後，艾倫收到了他的第一台筆記本電腦Acer TravelMate，他曾經開始使用Macromedia Flash（後來的Adobe Flash Professional和現在的Adobe Animate）開始製作動畫，他的第一部官方動畫名為《粉色軍隊》，於2006年在Newgrounds上發布，並取得了不錯的成績。2006年6月3日，年僅17歲的艾倫在Newgrounds上發布了熱門動畫《火柴人vs動畫師》，之後被迅速傳播開來，並被重新上傳到各種媒體網站上。根據艾倫的說法，一家未具名的公司付75美元想和他賣下桌面大戰的版權，但聽從了Albino Blacksheep的所有者Steve Lerner的建議，決定放棄。後來，他發現自己的動畫未經許可就被上傳到了臭名昭著的娛樂網站eBaum's World（該網站因對許多其他影片創作者的所作所為而臭名昭著）Steven Lerner將此作為與eBaum's World的法律訴訟的證據後，艾倫接受了250美元的動畫使用費。然而，在改變主意後，他退還了錢並刪除了動畫。
在第一部動畫大獲成功後，Atom Films說服並資助艾倫創作了續集，因此他創作了《火柴人vs動畫師II》。2007年，14歲的Charles Yeh提出要根據動畫製作一款線上遊戲，艾倫看了他令人印象深刻的作品後同意與他合作。很快，在多次要求製作第三部動畫之後，《火柴人vs動畫師III》最終於2011年發布，艾倫打算將其作為該系列的最後一部，並表示他「希望確保不會出現續集」，「以藍白當機畫面結束影片，彷彿電腦本身已經死了」，動畫系列不能再進一步了。儘管如此，他表示在皮克斯連續兩年被拒絕實習後，他的動畫老師Tom Richner激勵他繼續在YouTube上工作。他的第四部動畫《火柴人vs動畫師IV》在Kickstarter上獲得了超過11,000美元的眾籌。
艾倫還創作了與電子遊戲Minecraft相關的作品，例如影片《火柴人與Minecraft》和基於吉卜力工作室電影《龍貓》的服務器。他還根據「動畫的12個基本原則」製作了一系列關於動畫的「如何做」影片，這些影片都上傳到他的第二部YouTube頻道「艾倫·貝克爾教程」。
2017年11月21日，艾倫宣布他正在與Insanity Games合作，根據他的動畫製作一款卡片遊戲，此遊戲於2018年5月發布。
從2017年11月18日開始，艾倫開始製作新的Minecraft短動畫，因為《火柴人與Minecraft》受到了更多關注，超越了他頻道上觀看次數最多的桌面大戰影片。2018年6月30日，北美東部時區09:44:52，《火柴人與Minecraft》在YouTube上的觀看次數達到了1億次，同時還有一部衍生作品《火柴人與英雄聯盟》。
2019年10月29日，艾倫加入了#TeamTrees並製作了名為《小藍全新的超能力》（英語：Blue's New Superpower）的籌款影片，並且向該組織捐贈了5,100美元。
2020年12月5日，艾倫發布了《火柴人vs動畫師V》，此為他的《桌面大戰短集篇》四集合併的特輯。
2021年12月11日，艾倫加入了Team Seas，這是Team Trees的延續，並製作了一個名為《火柴人與垃圾》的籌款影片。

## 獲獎
2007年，《桌面大戰》的第二集〈火柴人vs動畫師II〉獲得威比獎的「人民選擇獎」。
2024年，《桌面大戰》的教育外傳〈火柴人vs數學〉獲得Independent Media Initiative（獨立媒體先鋒）的同名獎項IMI Awards。

## 影像作品

### 主要作品
主要作品
| 年份 | 片名                                                           | 備註                                              |
| ---- | -------------------------------------------------------------- | ------------------------------------------------- |
| 2006 | Pink Army                                                      | 艾倫·貝克爾在Newgrounds上傳的第一部動畫           |
| 2006 | Animator vs. Animation                                         |                                                   |
| 2007 | Animator vs. Animation II                                      | 獲得威比獎的「人民選擇獎」                        |
| 2011 | Animator vs. Animation III                                     |                                                   |
| 2014 | Animator vs. Animation IV                                      |                                                   |
| 2015 | 火柴人vsMinecraft                                              |                                                   |
| 2017 | 火柴人vsYouTube                                                |                                                   |
| 2018 | 火柴人vs英雄聯盟                                               |                                                   |
| 2019 | 火柴人vs寶可夢                                                 |                                                   |
| 2019 | 火柴人vs超級瑪利歐兄弟                                         |                                                   |
| 2019 | 火柴人vsMinecraft短集篇第一季                                  |                                                   |
| 2020 | 火柴人與Minecraft短集篇第二季                                  |                                                   |
| 2020 | Animator vs Animation V（Animator vs. Animation短集篇第一季）  |                                                   |
| 2021 | 火柴人街機遊戲                                                 |                                                   |
| 2022 | Actual Shorts                                                  |                                                   |
| 2022 | 火柴人vsMinecraft短集篇第三季                                  |                                                   |
| 2023 | 火柴人vs數學                                                   | 獲得「獨立媒體先鋒獎」 获得哔哩哔哩“2023年金知奖” |
| 2023 | 火柴人vs物理                                                   |                                                   |
| 2023 | Animator vs Animation VI（Animator vs. Animation短集篇第二季） |                                                   |
| 2024 | 火柴人vs幾何                                                   |                                                   |
| 2025 | 火柴人vs程式                                                   |                                                   |

### 其他作品
| 年份 | 片名                                   | 備註                   |
| ---- | -------------------------------------- | ---------------------- |
| 2006 | Trampoline time-lapse                  |                        |
| 2007 | Machine                                |                        |
| 2007 | Stop Motion – Worm                     |                        |
| 2007 | AIM spam 100 IMs in 13 minutes         |                        |
| 2009 | Instant Messaging in Real Life         |                        |
| 2010 | We Are Corn                            |                        |
| 2010 | Frog and the Fly                       |                        |
| 2011 | HOST.NET Animation                     |                        |
| 2011 | My First Maya Animation                |                        |
| 2011 | Crank Powered Dancing Eggplant Machine |                        |
| 2011 | RiverRun Film Festival intro           |                        |
| 2011 | If Water Had Eyes                      |                        |
| 2011 | Something Freaky                       |                        |
| 2011 | The Burger                             |                        |
| 2012 | Burger Box                             |                        |
| 2012 | Stick Texting                          |                        |
| 2013 | My paper crane flew away               |                        |
| 2013 | Lumin                                  |                        |
| 2013 | A Wild Pokémon Sighting                |                        |
| 2014 | Revolt TV Animation                    |                        |
| 2014 | Revolt TV Animation 2                  |                        |
| 2015 | Chairbending                           |                        |
| 2015 | Stick Texting – A Whole Conversation   |                        |
| 2016 | The Story Of Love                      |                        |
| 2016 | GreeNoodle                             |                        |
| 2019 | Blue's New Superpower                  | #TeamTrees的籌款宣傳片 |
| 2021 | 火柴人與垃圾                           | #TeamSeas的籌款宣傳片  |

## 外部連結
- 官方网站
- 艾倫·貝克爾在互联网电影资料库（IMDb）上的資料（英文）
- YouTube頻道 （页面存档备份，存于）
- Newgrounds account （页面存档备份，存于）
- Alan Becker's Course (works with Bloop Animation) （页面存档备份，存于）